# 谷山塩屋町
谷山塩屋町（たにやましおやちょう）は、かつて鹿児島県鹿児島市にあった町。旧薩摩国谿山郡谷山郷塩屋村、谿山郡谷山村大字塩屋、鹿児島郡谷山町大字塩屋、谷山市塩屋町。郵便番号は891-0121。人口は286人、世帯数は153世帯（2010年2月末現在）。
塩屋という地名は江戸時代より見え、1967年（昭和42年）の谷山市と鹿児島市の対等合併により鹿児島市となった際に塩屋町から「谷山塩屋町」に改称した。2013年（平成25年）11月11日に和田地区において住居表示が実施されるのに伴い町域の再編が実施され、和田町・谷山塩屋町の全域を以て和田三丁目が設置され廃止された。

## 地理
鹿児島市の南部、和田川下流域に位置していた。2013年（平成25年）時点の町域の北方及び西方には谷山中央、南方には和田、東方には卸本町がそれぞれ隣接していた。
かつては鹿児島湾の海岸に沿って南北に長い町域であり、塩の専売制度導入までは塩田が広がり製塩業が盛んであった。1971年（昭和46年）から2013年（平成25年）まで行われた町域の再編に伴って、徐々に町域が減少していき、2013年（平成25年）11月11日に和田三丁目の一部となり廃止された。
1970年（昭和45年）時点の町域は2021年（令和3年）現在の卸本町（一部）・東谷山一丁目（一部）・小松原一丁目（一部）・小松原二丁目（全域）・谷山中央二丁目（一部）・谷山中央三丁目（一部）・谷山中央四丁目（一部）・和田三丁目（一部）にあたる。

### 河川
- 和田川

### 町名の由来
「塩屋」という町名は以前、付近に塩田があったことに由来する。

## 歴史

### 塩屋村の成立と近世
塩屋は江戸時代より見える地名であり、薩摩国谿山郡谷山郷（外城）のうちであった。村高は「三州御治世要覧」では312石余、「旧高旧領取調帳」では336石余であった。寛文4年の「郡村高辻帳」には塩屋村の記載がなく、福本村に含まれていたとされる。上塩屋・中塩屋・東塩屋・西塩屋・和田塩屋の5地区に分かれていた。
塩屋の浦浜には商家があり商売が営まれており、谷山市史によれば油・雑貨店、海産物商、米穀・味噌醤油業が店を構えていたとされる。また塩屋村には山川路（現在の国道226号の前身）が通っていた。
万治元年（1658年）に薩摩藩主島津光久の命により和田村沖の開発が行われた（和田干拓）。弘化3年（1846年）に塩屋村（現在のラ・サール中学校・高等学校付近）において総指揮役の成田正右衛門の指揮の下薩摩藩の洋式砲術の演習が行われた。島津斉彬がこの砲術演習を視察し、成田に対して質問書を斉彬が下したとされる。安政5年（1853年）には島津斉彬によって中塩屋に硝石場を建設されたとされる。
1882年（明治15年）には塩屋村に浄土真宗本願寺派の説教所が設置され、1888年（明治21年）に妙行寺を公称した。

### 町村制施行から廃止まで
1889年（明治22年）に町村制が施行されたのに伴い、それまでの谷山郷にあたる下福元村、上福元村、松崎町、塩屋村、和田村、平川村、中村、山田村、五ケ別府村の区域より鹿児島郡谷山村が成立した。これに伴ってそれまでの塩屋村は谷山村の大字「塩屋」となった。1897年（明治30年）4月1日に「 鹿兒島縣下國界竝郡界變更及郡廢置法律」（明治29年法律第55号）が施行されたのに伴い谿山郡が鹿児島郡に編入され、谿山郡に属していた谷山村は鹿児島郡のうちとなった。1924年（大正13年）9月1日には谷山村が町制施行したことにより、谷山町の大字となった。
1954年（昭和29年）には妙行寺の本堂を保育室として開放してこれがのちに谷山幼稚園となった。1958年（昭和33年）に谷山町が単独市制施行し谷山市となり、同時に大字を町に改め、それまでの大字塩屋は谷山市の町「塩屋町」となった。1967年（昭和42年）4月29日には谷山市が鹿児島市と対等合併し、鹿児島市となった。合併に先だって同年3月8日の鹿児島県公報に掲載された「 町の名称の変更」（昭和42年鹿児島県告示第178号）によって合併の前日となる4月28日に塩屋町の名称が「谷山塩屋町」へ改称された。
1967年（昭和42年）から1971年（昭和46年）にかけて鹿児島開発事業団によって谷山塩屋町沖の鹿児島湾上に鹿児島臨海工業地帯の二号用地（永田川南岸から）が埋め立てにより造成され、二号用地のうち流通業務団地（卸商業団地）の区域を以て1971年（昭和46年）に公有水面埋立地及び谷山塩屋町、和田町の各一部より卸本町が設置された。
1979年（昭和54年）2月26日に笹貫・谷山塩屋地区の区域において住居表示が実施されることとなった。それに伴い町域の再編が実施され谷山塩屋町、上福元町の各一部より東谷山一丁目が設置された。1981年（昭和56年）2月23日には小松原地区において住居表示が実施され、谷山塩屋町の一部のうち土地区画整理事業によって区画整理が実施された区域が小松原一丁目に編入され、同じく谷山塩屋町の一部より小松原二丁目が設置された。
1996年（平成8年）2月13日に上福元町・谷山塩屋町の各一部より谷山中央二丁目・谷山中央三丁目、上福元町・下福元町・谷山塩屋町の各一部より谷山中央四丁目、和田町・谷山塩屋町の各一部より和田一丁目がそれぞれ設置された。2013年（平成25年）11月11日には和田地区において住居表示が実施され、谷山塩屋町の区域（約4ha）及び和田町の全域より和田三丁目が新設され、谷山塩屋町は廃止された。

### 町域の変遷
| 実施後                 | 実施年             | 実施前             |
| ---------------------- | ------------------ | ------------------ |
| 卸本町（新設）         | 1971年（昭和46年） | 谷山塩屋町（一部） |
| 卸本町（新設）         | 1971年（昭和46年） | 和田町（一部）     |
| 卸本町（新設）         | 1971年（昭和46年） | 公有水面埋立地     |
| 東谷山一丁目（新設）   | 1979年（昭和54年） | 谷山塩屋町（一部） |
| 東谷山一丁目（新設）   | 1979年（昭和54年） | 上福元町（一部）   |
| 小松原一丁目（編入）   | 1981年（昭和56年） | 谷山塩屋町（一部） |
| 小松原二丁目（新設）   | 1981年（昭和56年） | 谷山塩屋町（一部） |
| 谷山中央二丁目（新設） | 1996年（平成8年）  | 上福元町（一部）   |
| 谷山中央二丁目（新設） | 1996年（平成8年）  | 谷山塩屋町（一部） |
| 谷山中央三丁目（新設） | 1996年（平成8年）  | 上福元町（一部）   |
| 谷山中央三丁目（新設） | 1996年（平成8年）  | 谷山塩屋町（一部） |
| 谷山中央四丁目（新設） | 1996年（平成8年）  | 上福元町（一部）   |
| 谷山中央四丁目（新設） | 1996年（平成8年）  | 谷山塩屋町（一部） |
| 谷山中央四丁目（新設） | 1996年（平成8年）  | 下福元町（一部）   |
| 和田一丁目（新設）     | 1996年（平成8年）  | 和田町（一部）     |
| 和田一丁目（新設）     | 1996年（平成8年）  | 谷山塩屋町（一部） |
| 和田三丁目（新設）     | 2013年（平成25年） | 谷山塩屋町（全域） |
| 和田三丁目（新設）     | 2013年（平成25年） | 和田町（全域）     |

## 人口
以下の表は国勢調査による小地域集計が開始された1995年以降の人口の推移である。
| 統計年             | 統計年 | 人口  | 人口 |
| ------------------ | ------ | ----- | ---- |
| 1995年（平成7年）  | [ 30 ] | 4,859 |      |
| 2000年（平成12年） | [ 31 ] | 290   |      |
| 2005年（平成17年） | [ 32 ] | 289   |      |
| 2010年（平成22年） | [ 33 ] | 288   |      |

## 施設
以下の施設は2013年（平成25年）の谷山塩屋町廃止時に谷山塩屋町に位置していた施設である。

### 公共
- 塩屋公民館

### その他
- 潮見橋

## 小・中学校の学区
2010年（平成22年）時点では市立小・中学校に通う場合、学区（校区）は以下の通りとなっていた。
| 町丁       | 番・番地 | 小学校               | 中学校               |
| ---------- | -------- | -------------------- | -------------------- |
| 谷山塩屋町 | 全域     | 鹿児島市立和田小学校 | 鹿児島市立和田中学校 |